# Anthrax turanicus
Anthrax turanicus är en tvåvingeart som beskrevs av Paramonov 1935. Anthrax turanicus ingår i släktet Anthrax och familjen svävflugor. Inga underarter finns listade i Catalogue of Life.